# Дарда, Владимир Иванович
Владимир Иванович Дарда (6 октября 1924 — 17 июля 1992) — украинский советский писатель, поэт, общественный деятель, член Союза писателей УССР с 1963 года и Союза писателей СССР с 1983 года.

## Биография
Родился 6 октября 1924 года в селе Скопцы (ныне Веселиновка (Киевская область)) в семье учителей. Отец преподавал математику, а мать — украинский язык. Ещё до войны участвовал в конкурсе к 20-летию РККА, на который подал своё стихотворение «Три брата».
Участник Великой Отечественной войны. Награждён орденом Отечественной войны II степени.
Начал печататься с 1947 года, первое произведение — «Обычное счастье». В 1951 году окончил Киевский университет. Ещё в период обучения в университете начал работать редактором в журнале «Отчизна», далее работал литредактором в издательстве «Искусство», затем — заведующим отделом литературы в журнале «Смена». С 1962 года занимал должность редактора в издательстве «Советский писатель».
Творчество Дарды насчитывает около 20 различных по жанрам стихотворных и прозаических произведений для взрослых и детей. Так, в 1958 году было опубликовано «Шумят потоки», в 1968 году — «Ребята майора Кена», в 1970 году — «Возвращение из ада», в 1972 году — «Бездна сердца», в 1978 году — «Снег на зеленые листья», в 1981 году — «Зелёный ветер», в 1985 году — «Когда гремели пушки» и в 1991 году — «Не забывай». В активе автора видное место занимают произведения, посвящённые Т. Шевченко: «Земля, по которой ходил Тарас…» (1959), «Сильнее судьбы» (1961), «Его любимая» (1964) и «Переяславские колокола» (1990). С детской литературы: «Бабушкины пирожки» (1960), «Открывай окно» (1970) и «Танкист и Петрик» (1979).
Скончался 17 июля 1992 года. Похоронен в Киеве на Лукьяновском кладбище (участок № 43).